# 汪海江
汪 海江（おう かいこう、1963年10月 - ）は、中華人民共和国の共産党出身の軍人。四川省安岳県出身。第十三期全国人民代表大会代表。

## 経歴
1963年10月、四川省安岳県で生まれる。中国人民解放軍第61師師長、中国人民解放軍南疆軍区副司令員を歴任した。2016年11月、中国人民解放軍西蔵軍区副司令員に就任。2020年1月、中国人民解放軍西蔵軍区司令員に就任。2019年12月10日、中将に昇格する。2021年3月、中国人民解放軍新疆軍区司令員に転任。2021年9月6日、上将に昇格する。